# Sam Waterston

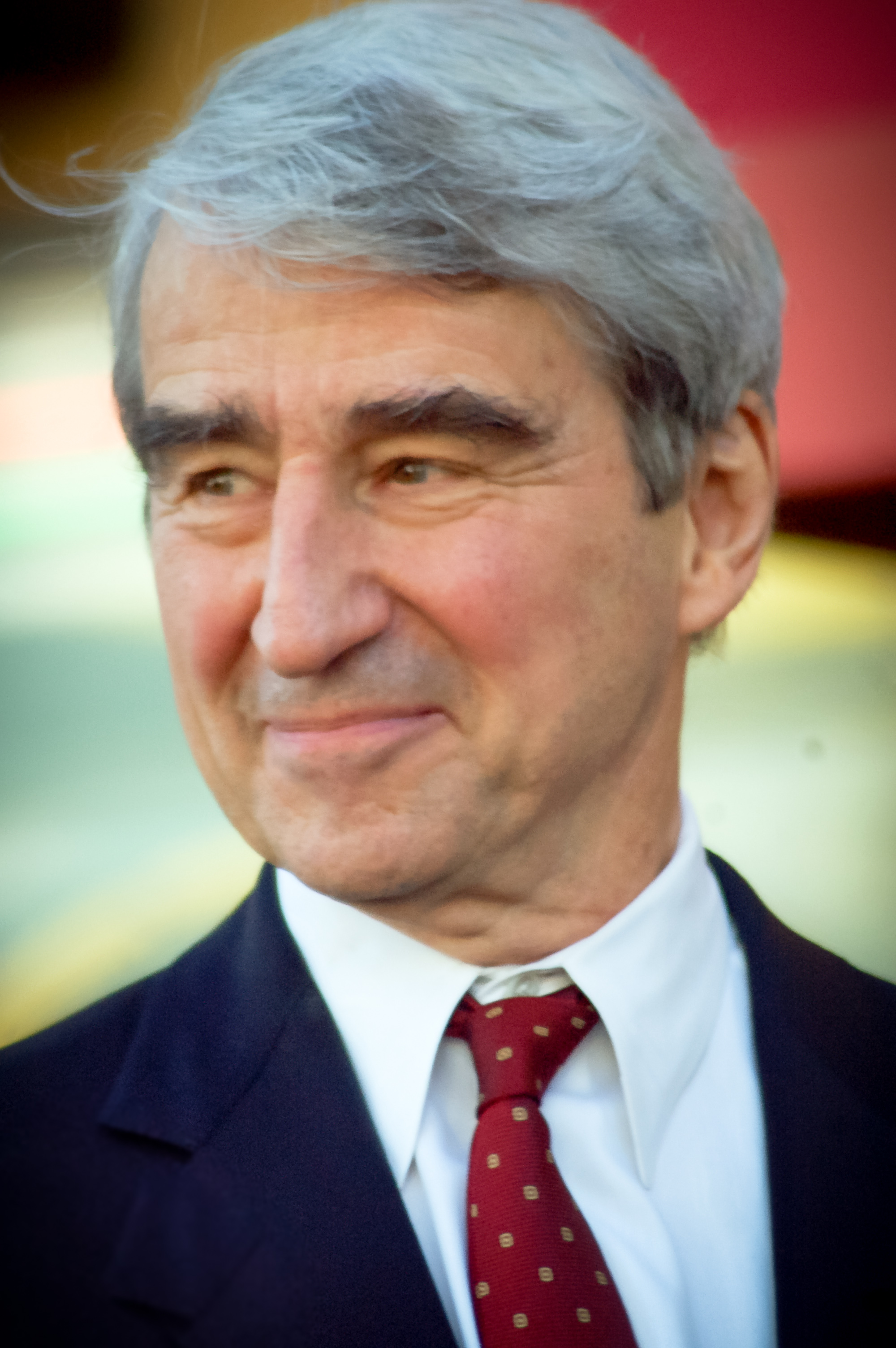
Sam Waterston

Samuel Atkinson "Sam" Waterston (n. 15 noiembrie 1940) este un actor american fiind ocazional și producător și regizor. Printre alte roluri este cunoscut pentru interpretarea lui Sydney Schanberg din filmul The Killing Fields (1984), rol pentru care a fost nominalizat la premiul Oscar, dar și pentru rolul Jack McCoy în seria televizată distribuită de NBC, Law & Order, pentru care a câștigat premiul Globul de Aur și premiul Screen Actors Guild. A fost nominalizat la mai multe premii Globul de Aur, Screen Actors Guild, BAFTA, Emmy, jucând în peste 80 de filme și producții de televiziune pe parcursul celor 45 de ani de carieră. În ianuarie 2010 Waterston a primit o stea pe Hollywood Walk of Fame.

## Filmografie
- The Plastic Dome of Norma Jean (1965) – Andy
- Fitzwilly (1967) – Oliver
- Generation (1969) – Desmond
- Three (1969) – Taylor
- Cover Me Babe (1970) – Cameramanul
- Who Killed Mary What's 'Er Name? (1971) – Alex
- Mahoney's Estate (1972) – Felix
- Savages (1972) – James, omul șchiop
- The Glass Menagerie (1973) – Tom Wingfield
- The Great Gatsby (1974) – Nick Carraway
- Reflections of Murder (1974) – Michael Elliott
- Rancho Deluxe (1975) – Cecil Colson
- Journey into Fear (1975) – Mr. Graham
- Sweet Revenge (1976) – Le Clerq
- Capricorn One (1978) – Lt. Col. Peter Willis
- Interiors (1978) – Mike
- Eagle's Wing (1979) – White Bull
- Friendly Fire – C D Bryan
- Sweet William (1980) – William
- Hopscotch (1980) – Joe Cutter
- Heaven's Gate (1980) – Frank Canton
- Oppenheimer (1982) – J. Robert Oppenheimer
- Q.E.D. (1982) Profesorul Quentin Everett Deverill
- The Killing Fields (1984) – Sydney Schanberg
- The Boy Who Loved Trolls (1984) – Ofoeti
- Love lives on (1985)
- Warning Sign (1985) – Cal Morse
- Hannah și surorile ei (1986) – David (cameo)
- Just Between Friends (1986) – Harry Crandall
- Flagrant désir (1986) – Gerry Morrison
- Devil's Paradise (1987) – Mr. Jones
- Septembrie (1987) – Peter
- Lincoln (1988) – Președintele Abraham Lincoln
- Welcome Home (1989) – Woody
- Delicte și fărădelegi (1989) – Ben
- The Civil War (1990) – Abraham Lincoln (voce)
- The Nightmare Years (1990) – William Shirer
- Mindwalk (1990) – Jack Edwards
- The Man in the Moon (1991) – Matthew Trant
- A Captive in the Land (1993) – Royce
- David's Mother (1994) – John Nils
- Serial Mom (1994) – Eugene Sutphin, D.D.S.
- The Enemy Within (1994) – Președintele William Foster
- The Journey of August King (1995) – Mooney Wright, Producer
- Nixon (1995) – Richard Helms (scene care apar doar în director's cut)
- The Proprietor (1996) – Harry Bancroft
- Shadow Conspiracy (1997) – Președintele
- Miracle at Midnight (1998) – Dr. Karl Koster
- The Matthew Shepard Story (2002) – Dennis Shepard
- Le Divorce (2003) – Chester Walker
- The Commission (2003) – J. Lee Rankin
- The National Parks: America's Best Idea (2009) – diverse figuri istorice  (voce)

1. ↑  Sam Waterston, Filmportal.de, accesat în 9 octombrie 2017
2. ↑  Sam Waterston, Internet Broadway Database, accesat în 9 octombrie 2017
3. ↑  Sam Waterston, SNAC, accesat în 9 octombrie 2017
4. ↑  „Sam Waterston”, Gemeinsame Normdatei, accesat în 27 aprilie 2014
5. ↑  Sam Waterston, GeneaStar
6. 1 2  Genealogics
7. ↑  ]][[Categorie:Articole cu legături către elemente fără etichetă în limba română
8. ↑  Notable Names Database